# Ben Gillery
Benjamin Gillery, detto Ben (Detroit, 19 settembre 1965), è un ex cestista statunitense, professionista nella NBA e in Argentina.